# تريفور-كويسيا
تريفور-كويسيا (بالفرنسية: Treffort-Cuisiat)‏ هي بلدية فرنسية تقع في إقليم الآن في فرنسا. رمز إنسي لها هو:1426. أما الرمز البريدي لها فهو: 1370. في 1 يناير عام 2016، دمجت في بلدية فال ريفيرمون الجديدة.